# Années 770
Les années 770 couvrent la période de 770 à 779.

## Événements

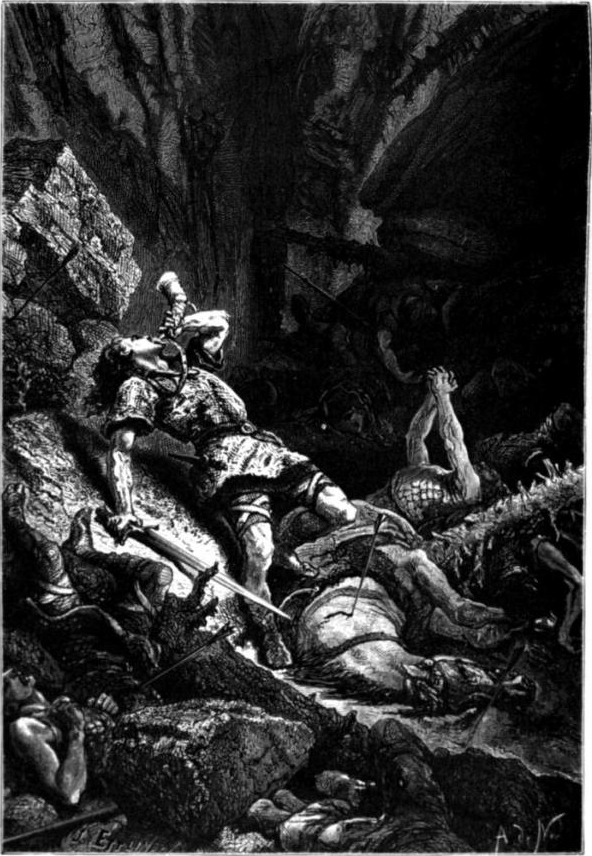
Roland à Roncevaux, gravure pour l'Histoire de France de François Guizot, par Alphonse-Marie-Adolphe de Neuville, 1883.

- 770–780  : le Tibet conquiert la majeure partie du bassin du Tarim (en particulier le sud) et le corridor du Gansu sur la Chine des Tang[1].

- 772 : répression de la révolte des Berbères kharidjites en Tripolitaine ; ils sont chassés d’Ifriqiya mais maintiennent des principautés dans le Maghreb central[2] (Sufrites, Rostémides, Kutamas).
- 772-804 : guerres de Charlemagne contre la Saxe[3].

- 773-774 : le royaume lombard d'Italie est intégré à l'Empire carolingien[3].
- 774-802 : réforme de la liturgie dans le royaume franc ; Charlemagne demande au pape Adrien une collection complète des textes conciliaires et décret pontificaux pour unifier la législation ecclésiastique sur un texte de base (Collectio Dionysio-Hadriana). En 789 il promulgue un grand capitulaire, l'Admonitio generalis puis en 802 le Capitulare missorum generale[4].
- Avant 775 : une école de droit musulman est fondée à Médine par Mâlik ibn Anas (711-795). Il écrit le premier traité de droit musulman, Al-Muwatta[5].
- 775-809 : reprise de l’offensive arabe contre l’empire byzantin[6].
- 777 : assemblée de Paderborn ; Charlemagne confie à l'abbé de Fulda, Sturm, disciple de Boniface, le soin d'organiser une mission chez les Saxons[7].

- 778 : échec d'une expédition de Charlemagne en Espagne, à l'origine de La Chanson de Roland[3].

## Personnages significatifs
Adrien Ier
- Beatus de Liébana
- Charlemagne 
- Cynewulf de Wessex
- Didier de Lombardie
- Kōnin
- Léon IV le Khazar
- Telerig (khan)
- Widukind de Saxe